# WTA de Praga
O WTA de Praga – ou Livesport Prague Open, atualmente – é um torneio de tênis profissional feminino, de categoria WTA 250.
Realizado em Praga, capital da Tchéquia, estreou em 1992 e, depois de vários hiatos, fez o último retorno em 2015. Os jogos são disputados em quadras duras durante o mês de julho.

## Incidentes

### Banimento russo e bielorrusso
Antes do torneio, em 2023, uma atleta russa, então não identificada, foi impedida pela polícia de entrar no país. Logo em seguida foi implantada uma resolução política que impedia atletas russos e bielo-russos de participar de qualquer evento no país. Atletas russas e bielo-russas foram então orientadas pelos organizadores do torneio a não viajar para a República Tcheca sendo então forçadas a se retirar do torneio.

## Finais

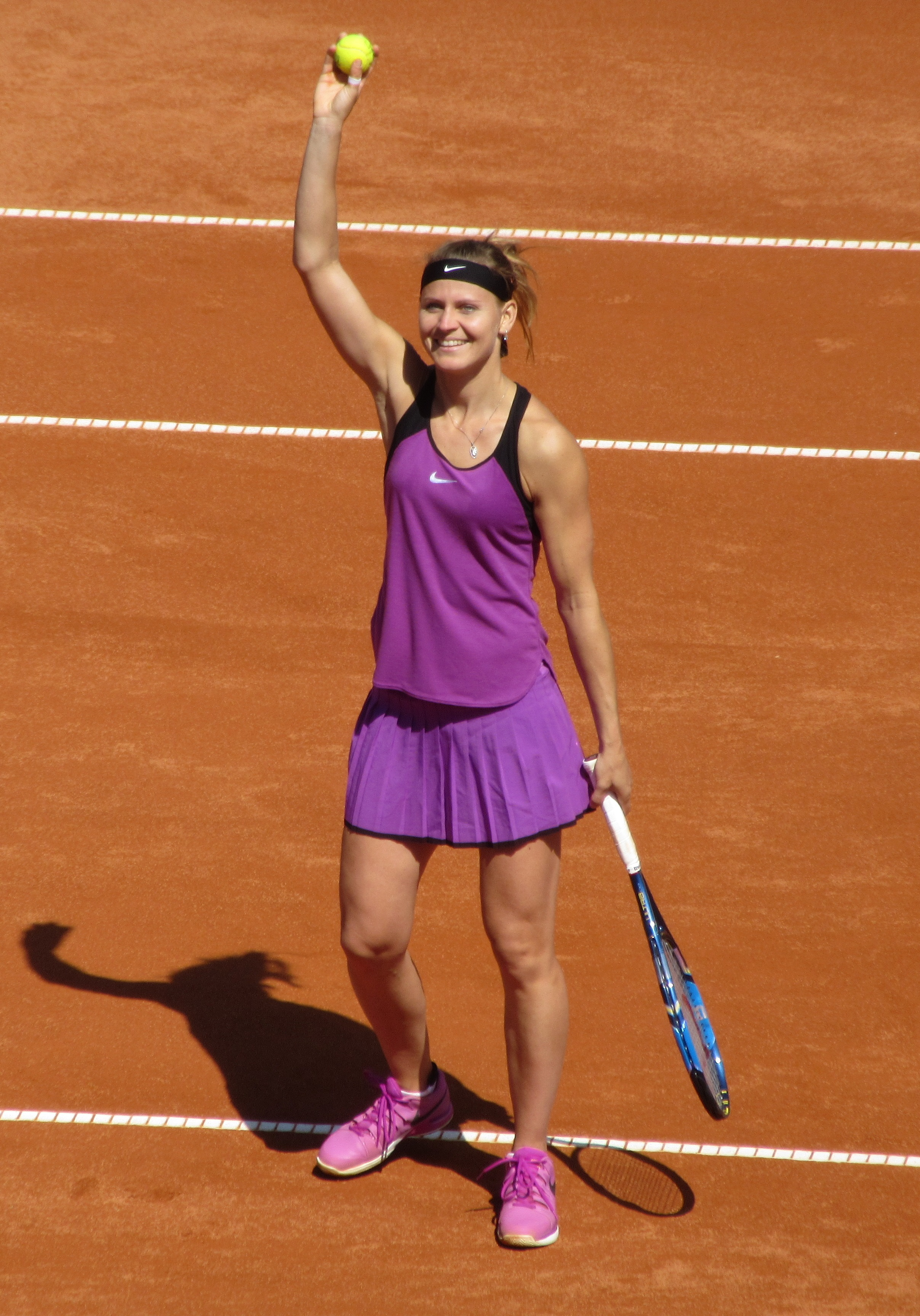
Lucie Šafářová durante a edição de 2016

### Simples
| Ano                                     | Campeã             | Vice-campeã                | Resultado      |
| --------------------------------------- | ------------------ | -------------------------- | -------------- |
| 2024                                    | Magda Linette      | Magdalena Fręch            | 6–2, 6–1       |
| 2023                                    | Nao Hibino         | Linda Nosková              | 6–4, 6–1       |
| 2022                                    | Marie Bouzková     | Anastasia Potapova         | 6–0, 6–3       |
| 2021                                    | Barbora Krejčíková | Tereza Martincová          | 6–2, 6–0       |
| 2020                                    | Simona Halep       | Elise Mertens              | 6–2, 7–5       |
| 2019                                    | Jil Teichmann      | Karolína Muchová           | 7–65, 3–6, 6–4 |
| 2018                                    | Petra Kvitová      | Mihaela Buzărnescu         | 4–6, 6–2, 6–3  |
| 2017                                    | Mona Barthel       | Kristýna Plíšková          | 2–6, 7–5, 6–2  |
| 2016                                    | Lucie Šafářová     | Samantha Stosur            | 3–6, 6–1, 6–4  |
| 2015                                    | Karolína Plíšková  | Lucie Hradecká             | 4–6, 7–5, 6–3  |
| Torneio não realizado entre 2014 e 2011 |                    |                            |                |
| 2010                                    | Ágnes Szávay       | Barbora Záhlavová-Strýcová | 6–2, 1–6, 6–2  |
| 2009                                    | Sybille Bammer     | Francesca Schiavone        | 7–64, 6–2      |
| 2008                                    | Vera Zvonareva     | Victoria Azarenka          | 7–62, 6–2      |
| 2007                                    | Akiko Morigami     | Marion Bartoli             | 6–1, 6–3       |
| 2006                                    | Shahar Pe'er       | Samantha Stosur            | 4–6, 6–2, 6–1  |
| 2005                                    | Dinara Safina      | Zuzana Ondrášková          | 7–62, 6–3      |
| Torneio não realizado entre 2004 e 1999 |                    |                            |                |
| 1998                                    | Jana Novotná       | Sandrine Testud            | 6–3, 6–0       |
| 1997                                    | Joannette Kruger   | Marion Maruska             | 6–1, 6–1       |
| Torneio não realizado em 1996           |                    |                            |                |
| 1995                                    | Julie Halard       | Ludmila Richterová         | 6–4, 6–4       |
| 1994                                    | Amanda Coetzer     | Åsa Carlsson               | 6–1, 7–614     |
| 1993                                    | Natalia Medvedeva  | Meike Babel                | 6–3, 6–2       |
| 1992                                    | Radka Zrubáková    | Kateřina Kroupová          | 6–3, 7–5       |

### Duplas
| Ano                                     | Campeãs                               | Vice-campeãs                              | Resultado         |
| --------------------------------------- | ------------------------------------- | ----------------------------------------- | ----------------- |
| 2024                                    | Barbora Krejčíková Kateřina Siniaková | Bethanie Mattek-Sands Lucie Šafářová      | 6–3, 6–3          |
| 2023                                    | Nao Hibino Oksana Kalashnikova        | Quinn Gleason Elixane Lechemia            | 76–7, 7–5, [10–3] |
| 2022                                    | Anastasia Potapova Yana Sizikova      | Angelina Gabueva Anastasia Zakharova      | 6–3, 6–4          |
| 2021                                    | Marie Bouzková Lucie Hradecká         | Viktória Kužmová Nina Stojanović          | 7–63, 6–4         |
| 2020                                    | Lucie Hradecká Kristýna Plíšková      | Monica Niculescu Raluca Olaru             | 6–2, 6–2          |
| 2019                                    | Anna Kalinskaya Viktória Kužmová      | Nicole Melichar Květa Peschke             | 4–6, 7–5, [10–7]  |
| 2018                                    | Nicole Melichar Květa Peschke         | Mihaela Buzărnescu Lidziya Marozava       | 6–4, 6–2          |
| 2017                                    | Anna-Lena Grönefeld Květa Peschke     | Lucie Hradecká Kateřina Siniaková         | 6–4, 7–63         |
| 2016                                    | Margarita Gasparyan Andrea Hlaváčková | María Irigoyen Paula Kania                | 6–4, 6–2          |
| Torneio não realizado entre 2014 e 2011 |                                       |                                           |                   |
| 2015                                    | Belinda Bencic Kateřina Siniaková     | Kateryna Bondarenko Eva Hrdinová          | 6–2, 6–2          |
| 2010                                    | Timea Bacsinszky Tathiana Garbin      | Monica Niculescu Ágnes Szávay             | 7–5, 7–64         |
| 2009                                    | Alona Bondarenko Kateryna Bondarenko  | Iveta Benešová Barbora Záhlavová-Strýcová | 6–1, 6–2          |
| 2008                                    | Andrea Hlaváčková Lucie Hradecká      | Jill Craybas Michaëlla Krajicek           | 1–6, 6–3, [10–6]  |
| 2007                                    | Petra Cetkovská Andrea Hlaváčková     | Ji Chunmei Sun Shengnan                   | 7–67, 6–2         |
| 2006                                    | Marion Bartoli Shahar Pe'er           | Ashley Harkleroad Bethanie Mattek         | 6–4, 6–4          |
| 2005                                    | Émilie Loit Nicole Pratt              | Barbora Strýcová Jelena Kostanić          | 66–7, 6–4, 6–4    |
| Torneio não realizado entre 2004 e 1999 |                                       |                                           |                   |
| 1998                                    | Silvia Farina Karina Habšudová        | Květoslava Hrdličková Michaela Paštiková  | 2–6, 6–1, 6–2     |
| 1997                                    | Ruxandra Dragomir Karina Habšudová    | Eva Martincová Helena Vildová             | 6–1, 5–7, 6–2     |
| Torneio não realizado em 1996           |                                       |                                           |                   |
| 1995                                    | Chanda Rubin Linda Harvey-Wild        | Maria Lindstrom Maria Strandlund          | 36–7, 6–3, 6–2    |
| 1994                                    | Amanda Coetzer Linda Harvey-Wild      | Kristie Boogert Laura Golarsa             | 6–4, 3–6, 6–2     |
| 1993                                    | Inés Gorrochategui Patricia Tarabini  | Laura Golarsa Caroline Vis                | 6–2, 6–1          |
| 1992                                    | Karin Kschwendt Petra Ritter          | Eva Švíglerová Noëlle van Lottum          | 6–4, 2–6, 7–5     |